# 白鬚星衫魚
白鬚星衫魚（学名：Astronesthes leucopogon）为輻鰭魚綱巨口鱼目巨口鱼科的其中一種。分布于東大西洋區，從葡萄牙外海至幾內亞海域，為深海魚類，棲息深度500公尺，體長可達12公分，屬肉食性，以魚類及甲殼類為食。

## 扩展阅读
維基物種上的相關：白鬚星衫魚